# Zenonis
Elia Zenonis (en latín, Aelia Zenonis, fallecida en 476 o 477) fue la emperatriz consorte de Basilisco del Imperio romano de Oriente, hermano de Verina. Su cuñada era emperatriz consorte de León I y madre de Ariadna. Su sobrina Ariadna fue emperatriz consorte de Zenón y madre de León II. Se desconoce su ascendencia.

## Ascenso al trono
El 17 de noviembre de 474, León II murió y su padre Zenón se convirtió en el único emperador del Imperio Romano de Oriente. El nuevo reinado no fue particularmente popular. Zenón era isaurio y, por tanto, se le consideraba un bárbaro. Sus orígenes causaron antipatía hacia su régimen entre la gente de Constantinopla. Zenón también aseguró puestos de alta autoridad para sus compañeros isaurios. Además, la fuerte porción germánica de las fuerzas armadas, liderada por Teodorico Estrabón, detestaba a los oficiales isaurios que trajo León I para reducir su dependencia de los ostrogodos. Finalmente, Zenón alienó a su compatriota, el general isaurio Illos.
Basilisco y Verina aprovecharon la situación para formar una conspiración contra su suegro imperial. En 475, comenzó una revuelta popular contra el emperador dentro de la capital. El levantamiento, recibió el apoyo militar de Teodorico Estrabón, Ilo y Armato y logró tomar el control de Constantinopla. Verina convenció a su yerno de que se fuera de la ciudad. Zenón huyó a su tierra natal, trayendo consigo a algunos de los isaurios que vivían en Constantinopla y el tesoro imperial. Basilisco fue aclamado como Augusto el 9 de enero de 475.
Zenonis fue declarada Augusta inmediatamente después del exitoso golpe de Estado. Marcos, el hijo mayor de la nueva pareja imperial, fue declarado primero César y luego Augusto, cogobernante de su padre. Basilisco y Zenonis favorecieron el monofisismo, al restaurar primero a sus principales proponentes, el Papa Timoteo II de Alejandría y Pedro el Completo, Patriarca de Antioquía, a sus respectivos tronos y, en segundo lugar, por persuasión del primero, emitió (9 de abril de 475) una carta circular (Enkyklikon) a los obispos llamándolos a aceptar como válidos solo los tres primeros sínodos ecuménicos y rechazar el Concilio de Calcedonia. Todos los obispos debían firmar el edicto. Si bien la mayoría de los obispos orientales aceptaron la carta, el patriarca Acacio de Constantinopla se negó, con el apoyo de la población de la ciudad, mostrando claramente su desdén hacia Basilisco, cubriendo los íconos de Hagia Sophia en negro.
Según ciertos pasajes de la Suda, Zenonis había encontrado un amante en Armato, un sobrino de su marido. J.B. Bury da los pasajes de la siguiente manera:

Basilisco permitió a Armato, por ser pariente, asociarse libremente con la emperatriz Zenonis. Su relación se volvió íntima, y como ambos eran personas sin una belleza común, se enamoraron extravagantemente el uno del otro. Solían intercambiar miradas, solían girar constantemente la cara y sonreír el uno al otro; y la pasión que se vieron obligados a ocultar fue la causa de dule y teen. Confiaron su problema a Daniel, un eunuco, y a María, una partera, quienes apenas curaron su enfermedad con el remedio de unirlos. Entonces Zenonis convenció a Basilisco para que le concediera a su amante el cargo más alto de la ciudad.

Se ha referenciado repetidamente que la Augusta convenció a su esposo Basilisco de nombrar a Armato para el cargo de magister militum praesentialis. Armato también recibió el consulado de 476, junto con Basilisco.

## Derrocamiento
Poco después de su elevación, Basilisco había enviado a Illos ya su hermano Trocundo contra Zenón, quien, ahora en sus fortalezas nativas, había reanudado la vida de un cacique isaurio. Basilisco, sin embargo, no cumplió las promesas que hizo a los dos generales; además, recibieron cartas de algunos de los principales ministros de la corte, instándolos a asegurar el regreso de Zenón, porque la ciudad ahora prefería un isaurio restaurado a un miafisita cuya impopularidad aumentaba con la rapacidad fiscal de sus ministros.
Durante sus operaciones en Isauria, Illos tomó prisionero al hermano de Zenón, Longino, y lo mantuvo en una fortaleza isauria. Como pensó que tendría gran influencia sobre un Zenón restaurado, cambió de bando y marchó con Zenón hacia Constantinopla en el verano de 476. Cuando Basilisco recibió la noticia de este peligro, se apresuró a revocar sus edictos eclesiásticos y a conciliar al Patriarca y al gente, pero ya era demasiado tarde.
Armato, como magister militum, fue enviado con todas las fuerzas disponibles en Asia Menor, para oponerse al avance del ejército de los isaurios, pero mensajes secretos de Zenón, quien prometió darle el título de magister militum de por vida y conferir el rango de César a su hijo, lo indujo a traicionar a su amo. Armato evitó el camino por el que Zenón avanzaba y entró en Isauria por otro camino. Esta traición decidió el destino de Basilisco.
En agosto de 476, Zenón sitió Constantinopla, con la ayuda de las tropas del jefe ostrogodo Teodorico el Amalo. El Senado abrió las puertas de la ciudad al isaurio, permitiendo que el emperador depuesto volviera a ocupar el trono. Basilisco huyó al santuario en una iglesia, pero Acacio lo traicionó y se entregó a sí mismo y a su familia después de obtener una promesa solemne de Zenón de no derramar su sangre. Basilisco, su esposa Elia Zenonis y su hijo Marcos fueron enviados a una fortaleza en Capadocia donde Zenón los encerró en una cisterna seca, para morir por inanición.